# Héctor Castro
Héctor Castro Rodríguez (Montevideo, 29 de noviembre de 1904-Montevideo, 15 de septiembre de 1960) fue un jugador y entrenador uruguayo de fútbol. Cuando tenía trece años, accidentalmente se cortó el antebrazo derecho con una sierra eléctrica, lo que le ganó su apodo de "El divino manco".
Debutó en 1921, siendo muy joven, en el actualmente desaparecido Centro Atlético Lito, pasando en 1924 al Club Nacional de Football, con quien obtendría tres campeonatos uruguayos (1924, 1933 y 1934) antes de retirarse en 1936. Luego de su retiro, Castro se desempeñó como entrenador en Nacional, obteniendo un total de cinco campeonatos uruguayos en 1940, 1941, 1942, 1943 y 1952. Héctor Castro muere en 1960 a la edad de 55 años.

## Selección nacional
Fue internacional con la Selección de Uruguay entre los años 1923 y 1935 disputando un total de 25 partidos y anotando 18 goles.
Fue el primer jugador uruguayo en anotar un gol en una Copa Mundial de Fútbol por la selección de su país, en un partido de la primera fase del Mundial de 1930, disputado en Uruguay. En el partido en que su selección derrotaría a su par del Perú por un 1:0, Castro anotaría el único gol del partido mediante un potente disparo desde dieciséis metros. Anotó también el último gol marcado en dicho Mundial. Corría el minuto 89 de la gran final que enfrentaba a Uruguay y Argentina (el marcador era favorable 3:2 a Uruguay), cuando remató de cabeza un centro de su compañero Dorado. A la postre, su selección se proclamaría campeona del mundo.
Obtuvo, además de la Copa Mundial, una medalla de oro en los Juegos Olímpicos de 1928 y ganó la Copa América de 1926 y 1935.

### Participaciones en Copas del Mundo
| Mundial           | Sede    | Resultado | Partidos | Goles |
| ----------------- | ------- | --------- | -------- | ----- |
| Copa Mundial 1930 | Uruguay | Campeón   | 2        | 2     |

### Participaciones en Juegos Olímpicos
| Juegos                | Sede      | Resultado | Partidos | Goles |
| --------------------- | --------- | --------- | -------- | ----- |
| Juegos Olímpicos 1928 | Ámsterdam | Campeón   | 2        | 1     |

### Participaciones en Copas América
| Copa              | Sede      | Resultado     | Partidos | Goles |
| ----------------- | --------- | ------------- | -------- | ----- |
| Copa América 1926 | Chile     | Campeón       | 4        | 6     |
| Copa América 1927 | Perú      | Subcampeón    | 3        | 2     |
| Copa América 1929 | Argentina | Tercer puesto | 3        | 0     |
| Copa América 1935 | Perú      | Campeón       | 3        | 2     |

## Clubes

### Como futbolista
| Club                    | País      | Año       |
| ----------------------- | --------- | --------- |
| Lito                    | Uruguay   | 1921-1923 |
| Nacional                | Uruguay   | 1924-1932 |
| Estudiantes de La Plata | Argentina | 1932-1933 |
| Nacional                | Uruguay   | 1933-1936 |

### Como entrenador
| Club           | País    | Año       |
| -------------- | ------- | --------- |
| Nacional       | Uruguay | 1939-1946 |
| Rampla Juniors | Uruguay | - 1947    |
| Nacional       | Uruguay | 1952      |
| Uruguay        | Uruguay | 1959      |

## Palmarés

### Como futbolista

#### Campeonatos nacionales
| Título                      | Club     | País    | Año  |
| --------------------------- | -------- | ------- | ---- |
| Campeonato Uruguayo         | Nacional | Uruguay | 1924 |
| Campeonato Ing José Serrato | Nacional | Uruguay | 1928 |
| Campeonato Uruguayo (2)     | Nacional | Uruguay | 1933 |
| Campeonato Uruguayo (3)     | Nacional | Uruguay | 1934 |
| Torneo Competencia          | Nacional | Uruguay | 1934 |
| Torneo de Honor             | Nacional | Uruguay | 1935 |

#### Copas internacionales
| Título                      | Equipo               | Año  |
| --------------------------- | -------------------- | ---- |
| Copa América                | Selección de Uruguay | 1926 |
| Oro en los Juegos Olímpicos | Selección de Uruguay | 1928 |
| Copa Mundial de Fútbol      | Selección de Uruguay | 1930 |
| Copa América (2)            | Selección de Uruguay | 1935 |

* Incluyendo la selección

### Como entrenador

#### Campeonatos nacionales
| Título                  | Club     | País    | Año  |
| ----------------------- | -------- | ------- | ---- |
| Campeonato Uruguayo     | Nacional | Uruguay | 1939 |
| Campeonato Uruguayo (2) | Nacional | Uruguay | 1940 |
| Torneo de Honor         | Nacional | Uruguay | 1940 |
| Campeonato Uruguayo (3) | Nacional | Uruguay | 1941 |
| Torneo de Honor (2)     | Nacional | Uruguay | 1941 |
| Campeonato Uruguayo (4) | Nacional | Uruguay | 1942 |
| Torneo de Honor (3)     | Nacional | Uruguay | 1942 |
| Campeonato Uruguayo (5) | Nacional | Uruguay | 1943 |
| Torneo de Honor (4)     | Nacional | Uruguay | 1943 |
| Campeonato Uruguayo (6) | Nacional | Uruguay | 1952 |

#### Copas internacionales
| Título              | Club     | País    | Año  |
| ------------------- | -------- | ------- | ---- |
| Copa Aldao          | Nacional | Uruguay | 1940 |
| Copa Aldao          | Nacional | Uruguay | 1942 |
| Copa Escobar-Gerona | Nacional | Uruguay | 1945 |

## Distinciones
- Su gol frente a Perú en el Mundial de 1930 fue el primer gol de Uruguay en la historia de los Mundiales de Fútbol y también el primer gol marcado en el mítico Estadio Centenario.
- Llevó al Club Nacional de Football a la obtención de su único Quinquenio, como ayudante técnico (1939) y entrenador (1940 a 1943).
- Ubicado en el 7º puesto de la Tabla histórica de goleadores de la Primera División de Uruguay con 107 goles.